# Couvent des Carmes déchaux de Gand
 (janvier 2009).
Si vous disposez d'ouvrages ou d'articles de référence ou si vous connaissez des sites web de qualité traitant du thème abordé ici, merci de compléter l'article en donnant les références utiles à sa vérifiabilité et en les liant à la section « Notes et références ».

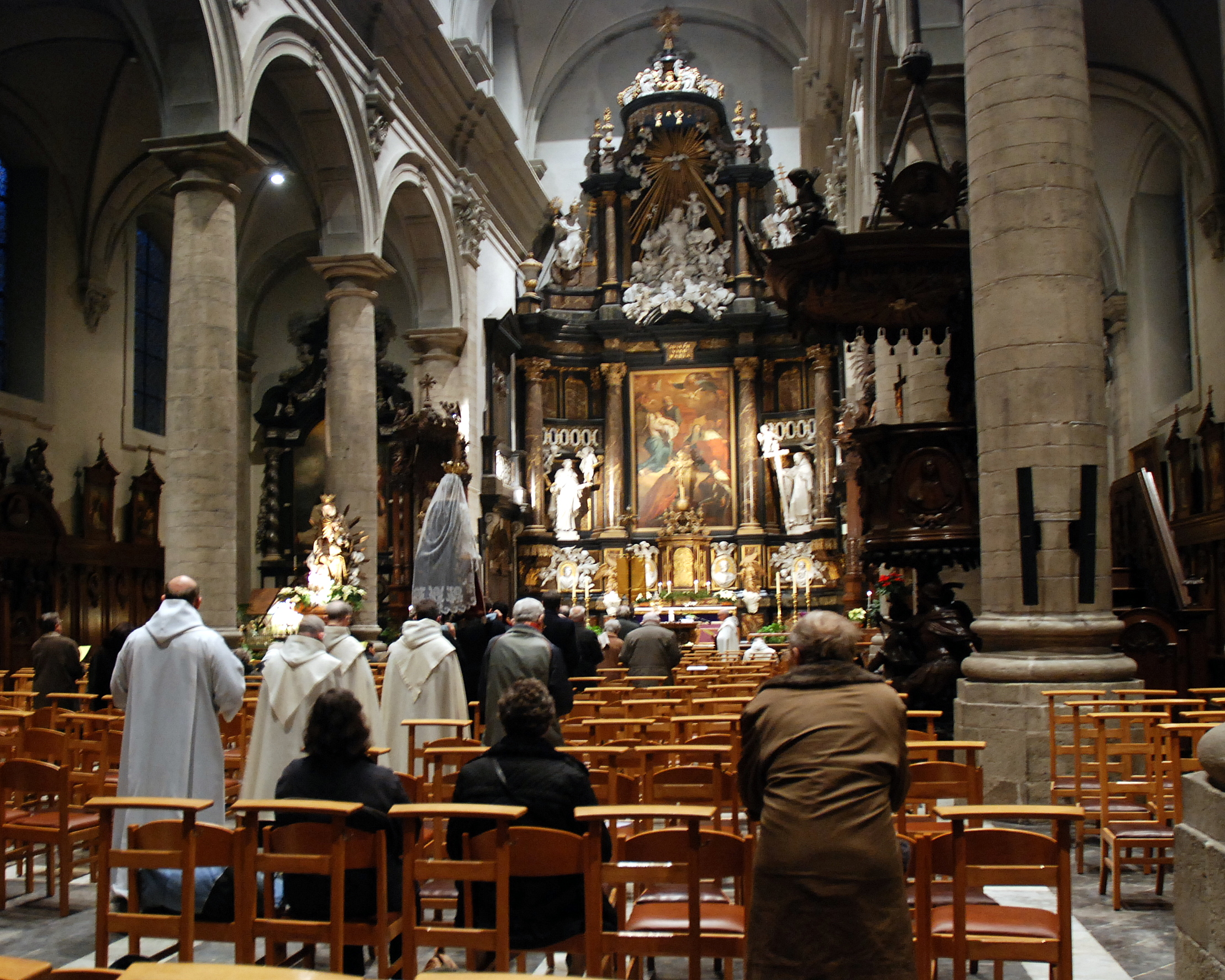
Pères carmes entrant pour la prière dans leur église

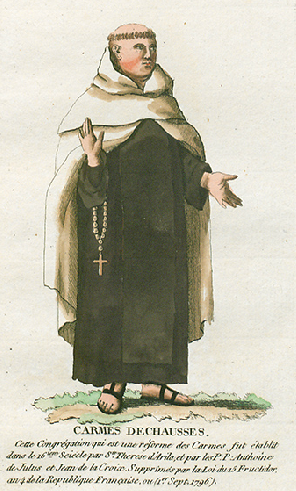
Carmes déchaussés

Le couvent des Carmes déchaux (en néerlandais Discalsenklooster) est une maison religieuse des carmes réformés (appelés déchaux), à Gand (Belgique).  

## Historique
Lors du grand mouvement de réforme religieuse introduite dans l'ordre du Carmel par Sainte Thérèse d'Avila, un groupe de pères Carmes du Caermersklooster fit « sécession » (1640). 
Après que cette séparation fut agréée par l’évêché de Gand en 1648, les pères carmes purent faire l’acquisition d’une partie du domaine de la Cour des Princes proche. Ils y bâtirent entre 1664 et 1667 leur couvent, et entre 1703 et 1714 l’actuelle église baroque. 

## L'église
L'église, que l'on atteint par une rue débouchant dans la rue du Château (Burgstraat), présente un plan basilical à trois nefs et une façade baroque à volutes et pilastres, de facture assez sobre. La jouxtent les bâtiments du couvent, agencés autour d’une cour intérieure.